# Reprezentacja Słowacji w piłce wodnej mężczyzn
Reprezentacja Słowacji w piłce wodnej mężczyzn – zespół, biorący udział w imieniu Słowacji w meczach i sportowych imprezach międzynarodowych w piłce wodnej, powoływany przez selekcjonera, w którym mogą występować wyłącznie zawodnicy posiadający obywatelstwo słowackie. Za jej funkcjonowanie odpowiedzialny jest Słowacki Związek Piłki Wodnej (SZVP), który jest członkiem Międzynarodowej Federacji Pływackiej.

## Historia
W 1993 reprezentacja Słowacji rozegrała swój pierwszy oficjalny mecz na Mistrzostwach Europy.

## Udział w turniejach międzynarodowych

### Igrzyska olimpijskie
Reprezentacja Słowacji jeden raz występowała na Igrzyskach Olimpijskich. Najwyższe osiągnięcie to 12. miejsce w 2000 roku.

### Mistrzostwa świata
Dotychczas reprezentacji Słowacji 3 razy udało się awansować do finałów MŚ. Najwyższe osiągnięcie to 8 w 2003 roku.

### Puchar świata
Słowacja żadnego razu nie uczestniczyła w finałach Pucharu świata.

### Mistrzostwa Europy
Słowackiej drużynie 8 razy udało się zakwalifikować do finałów ME. Najwyższe osiągnięcie to 7.miejsce w 2003.